# Neuvilley
Neuvilley é uma comuna francesa na região administrativa de Borgonha-Franco-Condado, no departamento de Jura. Estende-se por uma área de 4,07 km². Em 2010 a comuna tinha 85 habitantes (densidade: 20,9 hab./km²).